# Memento Mori (serie de televisión)
Memento Mori es una serie de televisión por internet española producida por Zebra Producciones para Prime Video, basada en la novela homónima de César Pérez Gellida. Está protagonizada por Yon González, Francisco Ortiz y Juan Echanove. Cuenta con tres temporadas y quince episodios.
Se estrenó en Prime Video el 27 de octubre de 2023. En marzo de 2025, antes del estreno de la segunda temporada, la serie fue renovada para una tercera y última temporada. La segunda temporada se estrenó el 25 de abril de 2025. La tercera y última temporada se estenó el 1 de agosto de 2025.

## Trama
Después de la aparición del cadáver de una joven con los párpados arrancados en Valladolid, el inspector Sancho (Francisco Ortiz) presagia una cadena de asesinatos y se alía con un experto en asesinos en serie, apodado Carapocha (Juan Echanove), para dar caza a Augusto (Yon González), un sociópata de gustos refinados que comete sus crímenes con banda sonora y firma sus asesinatos con poemas.

## Reparto

### Temporada 1

#### Principal
- Yon González como Augusto Ledesma Alonso / Orestes Ledesma Alonso
- Francisco Ortiz como Ramiro Sancho
- Juan Echanove como Armando Lopategui "Carapocha" (Episodio 2 -Episodio 6)
- Olivia Baglivi como Violeta / Erika Lopategui (Episodio 2 - Episodio 6)
- Manuela Vellés como Martina Corvo (Episodio 1 - Episodio 5)
- Fernando Soto como Patricio Matesanz
- Juan Fernández como Antonio Mejía
- Javier Varela como Álvaro Peteira
- Carlota Baró como Carmen Montes

#### Recurrente
- Juanma Lara como Jesús Bragado
- Rodrigo Poisón como Manuel Villamil
- Alicia Sánchez como Rosa
- Celia Bermejo como Mercedes Mateo
- Ana Villa como Lolin
- Alejandro González como El pijo
- Javier Lago como Francisco Travieso
- Pau Romero como María Fernanda
- Christian Caner como Skuld
- Roberto Chapu como Doctor Aparicio
- Borja Maestre como Octavio Ledesma
- Amparo Vega como Madre de Martina
- Mercedes Salvadores como Ángela Alonso
- David Mora como Rodrigo
- Rebeca Sala como Rosario Tejedor
- Unax Hayden como Gabriel García Mateo

### Temporada 2

#### Principal
- Yon González como Orestes Ledesma Alonso
- Francisco Ortiz como Ramiro Sancho
- Juan Echanove como Armando Lopategui "Carapocha"
- Olivia Baglivi como Erika Lopategui
- Anna Favella como Gracia Galo
- Fernando Soto como Patricio Matesanz
- Javier Varela como Álvaro Peteira
- Carlota Baró como Carmen Montes

con la colaboración especial de
- Juan Fernández como Antonio Mejía

#### Recurrente
- Frank Feys como Michelson
- Rodrigo Poisón como Manuel Villamil
- Yael Belicha como Luisa
- Marco Gambino como Gaspari
- Mara Reina como Stefania
- Iacopo Ricciotti como Darío
- Christian Caner como Skuld
- Tommy Álvarez como Sanitario
- Filippo Sbalchiero como Gaetano
- Roberto Oliveri como Kapllani
- Pablo Álvarez como Camello
- Lara Pérez Blanco como Madre de Erika

con la colaboración especial de
- Alicia Sánchez como Rosa
- Óscar de la Fuente como Mauro

## Episodios

### Temporada 1
| N.º | Título       | Dirigido por                   | Escrito por                                   | Fecha de emisión original |
| --- | ------------ | ------------------------------ | --------------------------------------------- | ------------------------- |
| 1   | «Episodio 1» | Marco A. Castillo              | Germán Aparicio, Abraham Sastre y Luis Arranz | 27 de octubre de 2023     |
| 2   | «Episodio 2» | Marco A. Castillo y Fran Parra | Abraham Sastre, Germán Aparicio y Luis Arranz | 27 de octubre de 2023     |
| 3   | «Episodio 3» | Fran Parra                     | Germán Aparicio, Abraham Sastre y Luiz Arranz | 27 de octubre de 2023     |
| 4   | «Episodio 4» | Fran Parra y Marco A. Castillo | Abraham Sastre, Germán Aparicio y Luis Arranz | 27 de octubre de 2023     |
| 5   | «Episodio 5» | Fran Parra                     | Germán Aparicio, Abraham Sastre y Luis Arranz | 27 de octubre de 2023     |
| 6   | «Episodio 6» | Marco A. Castillo              | Abraham Sastre, Germán Aparicio y Luis Arranz | 27 de octubre de 2023     |

### Temporada 2
| N.º | Título                     | Dirigido por                   | Escrito por                          | Fecha de emisión original |
| --- | -------------------------- | ------------------------------ | ------------------------------------ | ------------------------- |
| 1   | «Un mal necesario»         | Marco A. Castillo y Fran Parra | Luis Arranz, Luis Moreno y Cris Pons | 25 de abril de 2025       |
| 2   | «Herida abierta»           | Fran Parra y Marco A. Castillo | Luis Moreno, Cris Pons y Luis Arranz | 25 de abril de 2025       |
| 3   | «El precio de la venganza» | Marco A. Castillo y Fran Parra | Cris Pons, Luis Arranz y Luis Moreno | 25 de abril de 2025       |
| 4   | «La trampa»                | Fran Parra y Marco A. Castillo | Luis Moreno, Cris Pons y Luis Arranz | 25 de abril de 2025       |
| 5   | «La caza»                  | Marco A. Castillo y Fran Parra | Cris Pons, Luis Arranz y Luis Moreno | 25 de abril de 2025       |

### Temporada 3
| N.º | Título                      | Dirigido por                   | Escrito por                          | Fecha de emisión original |
| --- | --------------------------- | ------------------------------ | ------------------------------------ | ------------------------- |
| 1   | «El sendero de la venganza» | Marco A. Castillo y Fran Parra | Luis Arranz, Cris Pons y Luis Moreno | 1 de agosto de 2025       |
| 2   | «Cerco al asesino»          | Marco A. Castillo y Fran Parra | Luis Arranz, Cris Pons y Luis Moreno | 1 de agosto de 2025       |
| 3   | «La trampa»                 | Marco A. Castillo y Fran Parra | Luis Arranz, Cris Pons y Luis Moreno | 1 de agosto de 2025       |
| 4   | «Consummatum est»           | Marco A. Castillo y Fran Parra | Luis Arranz, Cris Pons y Luis Moreno | 1 de agosto de 2025       |

## Producción
En septiembre de 2022, Prime Video anunció el inicio del rodaje de la serie Memento Mori, basada en la novela homónima de César Pérez Gellida, con Yon González, Francisco Ortiz, Juan Echanove, Olivia Baglivi, Manuela Vellés, Fernando Soto, Juan Fernández y Carlota Baró de protagonistas. El rodaje tuvo lugar en Valladolid desde sus inicios hasta mediados de noviembre, para después trasladarse a Canarias y Madrid.

## Lanzamiento y marketing
Durante el rodaje de la serie, se estimó que su estreno tendría lugar entre finales de 2023 y principios de 2024. El 15 de septiembre de 2023, el primer teaser de la serie salió a la luz y se anunció que se estrenaría en Prime Video en octubre de 2023. El 3 de octubre de 2023, Prime Video sacó el tráiler completo de la serie y concretó su fecha de estreno para el 27 de octubre de 2023.
El 24 de octubre se estrenaron los dos primeros capítulos en la SEMINCI.